# Eternal Father, Strong to Save
Eternal Father, Strong to Save (« Père éternel, fort pour sauver ») est un hymne britannique traditionnellement associé aux marins, notamment dans les marines de guerre. Écrit en 1860, son auteur, William Whiting (en), s'est inspiré des dangers de la mer décrits dans le Psaume 107 du Livre des Psaumes. Il a été popularisé par la Royal Navy et l'US Navy à la fin du XIXe siècle, et des variantes de celui-ci ont été rapidement adoptées par de nombreuses branches des forces armées au Royaume-Uni et aux États-Unis. Les services qui ont adapté l'hymne comprennent les Royal Marines, la Royal Air Force, l'armée britannique, les United States Coast Guard, United States Marine Corps et United States Space Force, ainsi que les marines de nombreux royaumes du Commonwealth. En conséquence, il est connu sous de nombreux noms, diversement appelés Hymn of His Majesty's Armed Forces, la Royal Navy Hymn, la United States Navy Hymn (ou simplement The Navy Hymn), et parfois par la dernière ligne de son premier couplet, « Pour ceux qui sont en péril sur la mer ». L'hymne a également une longue tradition dans les contextes maritimes civils, étant régulièrement invoqué par les aumôniers de navires et chanté lors des offices lors des traversées océaniques.

## Origine

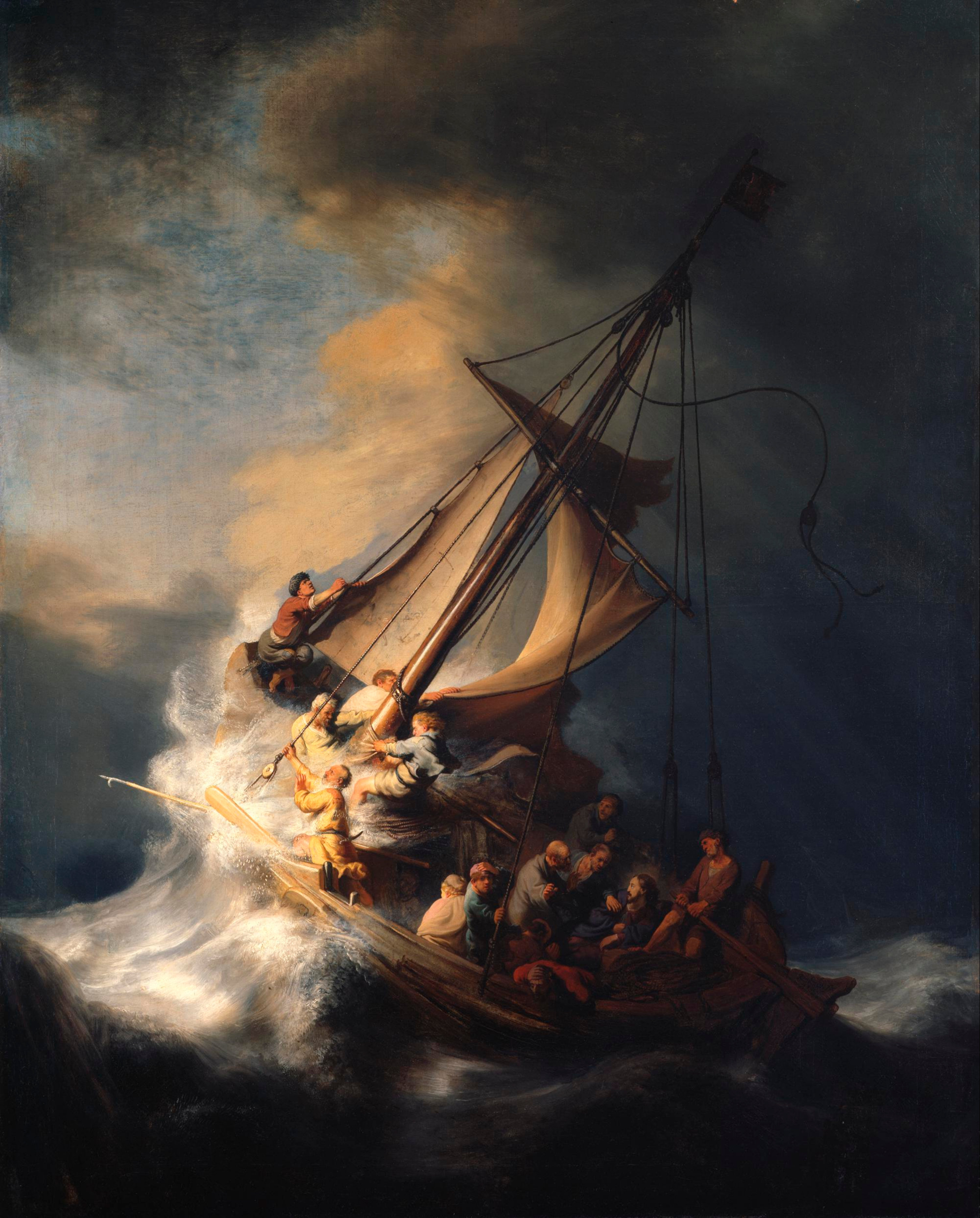
Le Christ dans la tempête sur la mer de Galilée de Rembrandt

L'hymne original a été écrit en 1860 par William Whiting, un ecclésiastique anglican de Winchester, au Royaume-Uni. Whiting a grandi près de l'océan sur les côtes de l'Angleterre et à l'âge de trente-cinq ans, il avait senti sa vie épargnée par Dieu lorsqu'une violente tempête a failli prendre le navire sur lequel il voyageait. En tant que directeur de la Winchester College Choristers 'School quelques années plus tard, il a été approché par un étudiant sur le point de se rendre aux États-Unis, qui a confié à Whiting une peur accablante du voyage océanique. Whiting a partagé ses expériences de l'océan et a écrit l'hymne pour "ancrer sa foi". En l'écrivant, on pense généralement que Whiting s'est inspiré du Psaume 107, qui décrit en détail la puissance et la fureur des mers :
D’autres s’étaient embarqués sur la mer, dans des bateaux et ils vaquaient à leurs occupations sur de profondes eaux.

Ceux-là ont vu les œuvres de l’Eternel, et ses prodiges sur la haute mer.

A sa parole, il fit lever un vent impétueux qui souleva les flots.

Tantôt ils étaient portés jusqu’au ciel, tantôt ils retombaient dans les abîmes, et ainsi mis à mal, ils défaillaient.

     Psaume 107 : 23–26
En moins d'un an, le texte est apparu dans la première édition influente de Hymns Ancient and Modern (en) (HA&M) en 1861 et sa diffusion s'est généralisée dans toute l'Angleterre. Le texte a été considérablement révisé par les compilateurs de cette édition. En réponse, Whiting a continué à réviser son propre texte, publiant une autre version en 1869 et une troisième en 1874, la dernière incorporant la plupart des modifications suggérées par HA&M.

## Paroles
| Eternal Father, strong to save, Whose arm does bind the restless wave, Who bids the mighty ocean deep Its own appointed limits keep; O hear us when we cry to Thee For those in peril on the sea. O Christ, Whose voice the waters heard And hushed their raging at Thy word, Who walkedst on the foaming deep, And calm amidst its rage didst sleep; O hear us when we cry to Thee, For those in peril on the sea. Most Holy Spirit, Who didst brood Upon the chaos dark and rude, And bid its angry tumult cease, And give, for wild confusion, peace; O hear us when we cry to Thee, For those in peril on the sea! O Trinity of love and power, Our brethren shield in danger's hour; From rock and tempest, fire and foe, Protect them wheresoe'er they go; Thus evermore shall rise to Thee Glad hymns of praise from land and sea | Père éternel, fort pour sauver, Dont le bras lie la vague agitée, Qui enchérit le puissant océan profond Ses propres limites désignées gardent; Ô entends-nous quand nous crions vers toi Pour ceux qui sont en danger en mer. Ô Christ, dont les eaux ont entendu la voix Et étouffé leur rage à ta parole, Qui marchait sur l'abîme écumant, Et le calme au milieu de sa rage s'endormit ; Ô entends-nous quand nous crions vers toi, Pour ceux qui sont en danger en mer. Très Saint-Esprit, qui a couvé Sur le chaos sombre et grossier, Et ordonner à son tumulte de colère de cesser, Et donnez, pour la confusion sauvage, la paix; Ô entends-nous quand nous crions vers toi, Pour ceux qui sont en danger en mer ! Ô Trinité d'amour et de puissance, Nos frères se protègent à l'heure du danger ; Du rocher et de la tempête, du feu et de l'ennemi, Protégez-les où qu'ils aillent ; Ainsi s'élèvera à jamais vers toi Heureux hymnes de louanges de la terre et de la mer |

## Utilisations notables
L'hymne apparaît dans de nombreux hymnes, y compris l' hymne de l'armée et de la marine , qui a été utilisé par les forces américaines pendant la Seconde Guerre mondiale, et le The New English Hymnal (en). L'air est aussi parfois utilisé pour le texte "Lord God of Hosts, in which hand", écrit par Laurence Housman pour le 1906 English Hymnal.
Il faisait partie de ceux chantés le 9 août 1941 lors d'un service religieux à bord du cuirassé HMS Prince of Wales en présence de Winston Churchill (qui a demandé que l'hymne soit chanté) et de Franklin Roosevelt lors de la conférence créant la Charte de l'Atlantique. Contrairement à la croyance populaire, l'hymne apparaissant dans cette fonction dans le film de 1997, rien n'indique que l'hymne ait été chanté lors du dernier service religieux sur le RMS Titanic, quelques heures seulement avant qu'il ne coule, certains passagers notant plus tard qu'ils avaient été frappés par son absence. Il a cependant été chanté plus tard dans la journée par des passagers de deuxième classe lors d'un service de prière musicale.
En raison de son thème nautique, cet hymne a été joué ou chanté lors de plusieurs funérailles pour ceux qui ont servi ou été associés à la Royal Navy ou à l'US Navy. Plus particulièrement, il a été chanté lors des funérailles du comte Louis Mountbatten de Birmanie, du prince Philip Mountbatten, duc d'Édimbourg, et de plusieurs présidents américains, dont Roosevelt, Richard Nixon, George H. W. Bush, John Kennedy et Jimmy Carter.

## Dans les arts
L'hymne apparait dans de multiples productions, notamment :
- Crimson Tide (1995)
- Titanic (1997)
- En pleine tempête (2000)
- One of Us Is Lying (2022)